# Liste der Kulturdenkmäler in Wirges
In der Liste der Kulturdenkmäler in Wirges sind alle Kulturdenkmäler der rheinland-pfälzischen Stadt Wirges aufgeführt. Grundlage ist die Denkmalliste des Landes Rheinland-Pfalz (Stand: 21. Dezember 2021).

## Denkmalzonen
| Bezeichnung                              | Lage                                    | Baujahr | Beschreibung | Bild                           |
| ---------------------------------------- | --------------------------------------- | ------- | --- | ------------------------------ |
| Denkmalzone Alter Friedhof               | Bahnhofstraße Lage                      |         | ehemaliger Friedhof, jetzt Parkanlage; von Bruchsteinmauer umfriedete Anlage, ehemalige Friedhofskapelle, alter Baumbestand                 | weitere Bilder Fotos hochladen |
| Denkmalzone Steimel                      | nördlich der Stadt auf dem Steimel Lage | 1864    | dreiseitig geschlossene Kapelle mit Dachreiter, 1864; westlich anschließend 14 ringförmig aufgestellte Stationsbilder eines Kreuzwegs, 1923 | weitere Bilder Fotos hochladen |
| Denkmalzone Kurtrierische Wildbanngrenze | westlich der Stadt Lage                 | 1770    | Abschnitte der ehemaligen kurtrierischen Wildbanngrenze zwischen Welschneudorf und Wirges, Wall- und Grabenanlage, 1770 angelegt            | BW                             |

## Einzeldenkmäler
| Bezeichnung                            | Lage                                    | Baujahr                           | Beschreibung | Bild                           |
| -------------------------------------- | --------------------------------------- | --------------------------------- | --- | ------------------------------ |
| Katholische Pfarrkirche St. Bonifatius | Dr.-Luschberger-Straße 7 Lage           | 1885                              | stattliche neugotische Pseudobasilika, Bruchstein, 1885; Gesamtanlage mit bauzeitlichem Pfarrhaus und Mariengrotte                           | weitere Bilder Fotos hochladen |
| Hofanlage                              | Kirchstraße 2 Lage                      | 17. und 18. Jahrhundert           | Streckhof; Fachwerkhaus, teilweise massiv, wohl aus dem 17. und 18. Jahrhundert, Fachwerk-Wirtschaftsteil, teilweise massiv, 18. Jahrhundert | Fotos hochladen                |
| Fabrikanlage                           | Nordstraße Lage                         | erste Hälfte des 20. Jahrhunderts | ehemalige Krugfabrik Lorenz Kuch Söhne; Tonkeller mit Tonschneider, Salzbrandofen, erste Hälfte des 20. Jahrhunderts                         | BW                             |
| Heiligenhäuschen                       | nordöstlich der Stadt an der K 142 Lage | 18. oder 19. Jahrhundert          | spitzgiebliger Mauerblock, 18. oder 19. Jahrhundert                                                                                          | weitere Bilder Fotos hochladen |